# Krvavci
Krvavci (cyr. Крвавци) – wieś w Serbii, w okręgu zlatiborskim, w mieście Užice. W 2011 roku liczyła 245 mieszkańców.